# Consensussequentie

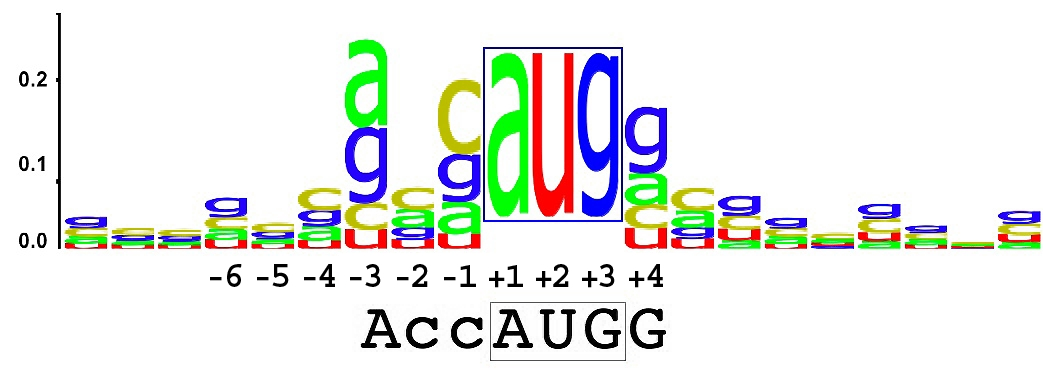
Consensussequentie (onderaan) van de translatie-initiatie-regio in eukaryoten

Een consensussequentie is de (theoretische) nucleotidevolgorde die gevormd wordt door drie of meer homologe sequenties te vergelijken en de nucleotiden die het meest voorkomen op elke positie te selecteren. De consensussequentie is een soort "modus" van meerdere sequenties die samengevoegd zijn door middel van alignment. Een populaire manier om een consensussequentie weer te geven is een sequentielogo, waarin de letters van elke nucleotide op elkaar zijn gestapeld, met de meest voorkomende letter het grootst.
Het creëren van een consensussequentie is gebaseerd op de aanname dat de gegeven set sequenties een gemeenschappelijke evolutionaire oorsprong hebben of een sequentiemotief vertegenwoordigen met een specifieke biologische taak. Individuele variaties, polymorfismen, puntmutaties en leesfouten worden meestal genegeerd in de consensussequentie, omdat ze vaak uniek zijn voor een van de gegeven sequenties.